# 衛輝府

河南省の衛輝府の位置（1820年）

衛輝府（えいきふ）は、中国にかつて存在した府。明代から民国初年にかけて、現在の河南省新郷市一帯に設置された。

## 概要
1368年（洪武元年）、明により衛輝路が衛輝府と改められた。衛輝府は河南省に属し、汲・胙城・新郷・獲嘉・淇・輝の6県を管轄した。
清のとき、衛輝府は河南省に属し、汲・新郷・獲嘉・淇・輝・延津・濬・滑・封丘の9県を管轄した。
1913年、中華民国により衛輝府は廃止された。